# 실비아 플래스
실비아 플래스(영어: Sylvia Plath, 1932년 10월 27일 - 1963년 2월 11일)는 미국의 시인이자 단편소설작가이다. 어렸을 때부터 문학에 재능을 보였으며, 시와 함께 자전적 성격의 소설인 《벨 자(The Bell Jar)》로 명성을 얻었다. 영국의 계관시인 테드 휴스와 결혼했고, 사후 컬트적인 명성을 얻었다.

## 생애
실비아 플래스는 1932년 보스턴에서 오스트리아계 미국인 오렐리아 쇼버 플래스(Aurelia Schober Plath)와 보스턴 대학교에서 교수로 재직하고 있던 독일 그나보프출신의 오토 에밀 플래스(Otto Emile Plath)에서 태어났다. 2년 후 부부는 1934년 남동생 워런(Warren)을 낳았다.
1940년 11월, 아버지 오토 플래스가 당뇨병으로 인한 합병증으로 목숨을 잃는다. 당시 당뇨병은 충분히 치료 가능한 질병이었으나, 자신의 병이 말기 폐암이라고 착각한 오토 플래스는 끝까지 치료를 거부했다. 이듬해, 아직 9세였던 실비아는 첫 번째 자살을 시도했다.
8세에 이미 보스턴 헤럴드지에 시를 발표한 실비아 플래스는 적극적이고, 성적이 우수하며 특히 문학적 재능이 뛰어난 학생으로 주목을 받았다. 고등학교를 졸업한 후, 스미스 대학교에 장학금을 받고 들어가 영문학을 전공했다. 3학년 여름, 여성지 마드무아젤의 인턴으로 뽑혀 뉴욕에서 지내던 중 우울증이 급격하게 심해졌다. 실비아는 인턴을 마치고 집으로 돌아와 수면제를 먹고 두 번째 자살을 시도했다. 가까스로 살아난 후, 실비아 플래스는 정신병원에 잠시 입원해 당시 정신치료에 효과적이라 여겨졌던 전기충격치료를 받았다. 훗날 실비아 플래스는 이 때의 악몽같은 경험을 되살려 《벨 자(The Bell Jar)》를 썼다.
대학을 우수한 성적으로 졸업한 후, 풀브라이트 장학금을 받고 영국의 케임브리지 대학교의 뉴넘 칼리지(Newnham College)에서 공부를 계속했다. 1956년, 케임브리지 대학교 학생이던 테드 휴스를 만나 그해 6월 결혼했다. 부부는 잠시 미국으로 터전을 옮겼고, 실비아 플래스는 모교 스미스 대학교에서 영문학을 가르쳤다.
1960년 부부는 영국으로 돌아가 큰딸 프리다(Frieda)를 낳았고, 실비아는 첫 시집 《거대한 조각상(The Colossus and Other Poems)》를 출판했다. 1962년에는 아들 니컬러스(Nicholas)가 태어났다.
같은 해 10월, 실비아 플래스는 남편 테드 휴스가 아시아 웨빌(Assia Wevill)과 외도하고 있다는 사실을 깨달았다. 부부는 싸움 끝에 공식적인 별거를 선언했다.
아이들을 데리고 런던에 돌아온 플래스는 그해 말까지 잘 알려진 시 《아빠(Daddy)》와 《레이디 라자러스(Lady Lazarus)》등 많은 시를 썼다. 1963년 1월 14일, 빅토리아 루커스라는 가명으로 출판한 소설 《벨 자》는 호평을 받았다.
1963년 2월에는 전례가 없을 정도로 혹독하게 추운 날씨가 닥쳐왔다. 별거로 인한 스트레스에 추위, 독감과 생계 문제까지 겹쳐 실비아 플래스는 극도의 우울증에 시달렸다. 11일 아침, 실비아 플래스는 가스를 틀어둔 오븐에 머리를 박고 자살했다. 일부는 아이들이 자고 있는 방으로는 가스가 스며들지 않도록 테이프로 치밀하게 막아두었고, 집주인에겐 의사를 불러달라는 노트를 남겨둔데다 자살 시각을 오 페어(Au Pair)가 오기로 한 시각에 맞춘 것으로 보아 정말로 목숨을 끊을 의도는 없었던 것으로 추정한다. 그러나 가스가 새어나가는 바람에 아래층의 집주인은 의식을 잃어버렸고, 집 밖에서 기다리던 오 페어가 뒤늦게야 집으로 들어갔을 때 실비아 플래스는 이미 사망한 상태였다. 그녀는 영국 웨스트 요크셔에 묻혔다.

## 사후
플래스 사후, 그녀의 글을 모아 출판하는 일은 테드 휴스에게 맡겨졌다. 테드 휴스는 자신에게 불리한 내용이 담긴 실비아 플래스가 결혼생활 마지막 몇달동안 쓴 일기를 없앴다. 시집 《아리엘(Ariel)》을 편집하면서, 순서를 밝고 경쾌한 내용의 시로 시작하여 점차 우울하고 어두운 내용의 시로 가도록 고의적으로 배열해 비판을 받았다. 실비아와 개인적으로 사이가 좋지 않았던 시누이 올윈 휴스(Olwyn Hughes)가 이 과정에 적극적으로 참여, 테드 휴스에게 불리하게 작용할 수 있는 글의 출판을 결사적으로 막기도 했다. 테드 휴스에 대한 반감이 늘어갔고, 밤 사이 사람들이 실비아 플래스의 묘비에 새겨진 정식 이름, “실비아 플래스 휴스”에서 “휴스”를 지워버리는 일이 비일비재했다.
1969년, 테드 휴스는 다시 외도를 시작했고, 아시아 웨빌은 테드 휴스와 사이에 태어난 딸에게 수면제를 먹인 후 가스 오븐에 머리를 박고 동반자살했다. 6년 전 실비아 플래스가 자살했을 때 썼던 방법이었다.

## 작품
- 《거대한 조각상(Colossus and Other Poems)》 (1965) - 생전 출판된 유일한 시집.
- 《벨 자(The Bell Jar)》(1963) - 소설.
- 《아리엘(Ariel)》 (1965) - 시집.
- 《실비아 플래스의 일기 완전판(The Unabridged Journals of Sylvia Plath)》(2000) - 캐런 K. 쿠킬(Karen K. Kukil) 편집.
- 《체리 부인의 부엌(Mrs.Cherry's Kitchen)》(2001) - 어린이책.

## 참고 문헌
- 《실비아 플래스의 일기 완전판(The Unabridged Journals of Sylvia Plath)》(2000)

## 대중 매체
2003년 실비아 플래스를 다룬 전기 영화 《실비아》가 개봉하였다. 배우 귀네스 팰트로가 주인공 실비아 플래스를 연기하였다. 영화는 실비아와 테드 휴스의 애정 관계와 중심으로 실비아의 시인으로서의 성공, 죽음에 이르기까지의 과정을 짤막하게 다루었다.